# 比利亞里
46°37′26″N 31°1′52″E / 46.62389°N 31.03111°E
比利亞里（烏克蘭語：Білярі）是位於烏克蘭西南部的村莊，由敖德萨州敖德萨区的尤日內市鎮負責管轄。該村始建於1945年，面積0.66平方公里，海拔高度13米，2001年人口234，人口密度每平方公里354.01人。